# L'Encantada (cançó)
L'Encantada és una cançó pop en bearnès publicada el 2005 pel grup Nadau. S'ha consolidat com una cançó tradicional a tota Occitània, amb èmfasi a Bearn.
La cançó és omnipresent als partits de l'Èlan Béarnais Pau-Orthez. El 2021, va incorporar-se a la llista de reproducció oficial de la Section Paloise. D'altra banda, l'himne de l'Stade Montois, «Jaune et Noir», va néixer com una adaptació de «L'Encantada».